# Perissocytheridea pedroensis
Perissocytheridea pedroensis är en kräftdjursart som först beskrevs av LeRoy 1943.  Perissocytheridea pedroensis ingår i släktet Perissocytheridea och familjen Cytheridae. Inga underarter finns listade i Catalogue of Life.